# Je vous écoute (pièce de théâtre)
Pour l'album de bande dessinée, voir Je vous écoute.
Je vous écoute est une pièce de théâtre de Bénabar et Héctor Cabello Reyes créée en 2016 au théâtre Tristan-Bernard dans une mise en scène d'Isabelle Nanty.

## Argument
Un psychiatre accueille un cuisiniste qui vient d'être quitté par sa femme, qui s'avère être une de ses patientes.

## Distribution

### En France
Théâtre Tristan-Bernard (Paris)
- Bénabar
- Pascal Demolon
- Zoé Félix
- Isabelle Habiague
- David Zeboulon

Théâtre de l'Hôtel Casino Barrière (Lille)
Pascal Demolon est remplacé par David Mora et Zoé Félix est remplacée par Sarah Biasini.

### Au Québec
Théâtre La Marjolaine (Eastman)
- Mario Jean
- Marc-André Coallier
- France Parent
- Luc Boucher

## Accueil
Armelle Héliot pour Le Figaro évoque une « petite comédie amusante ». Sylvie Metzelard pour Marie-France qualifie la pièce d'« hilarante ». Le Parisien trouve quant à lui « le temps long », « malgré de bonnes répliques ».

## Captation
La pièce a fait l'objet d'une captation en direct, mettant en scène la seconde distribution, et diffusée sur Paris Première (et rediffusée sur Comédie+),.